# Desmopressin
Desmopressin er et lægemiddel og et indholdsstof. Det er opbygget som et peptid bestående af ni aminosyrer. Det minder i virkemåde om det i kroppen naturligt fremkomne vasopressin (antidiuretisk hormon). 
Desmopressin virker på nyrerne ved at nedsætte urinudskillelsen (diuresen).

## Eksterne links
Læs mere om medicin, der indeholder Desmopressin, på medicin.dk Arkiveret 11. april 2016 hos  Wayback Machine